# Euphorbia lamarckii
Euphorbia lamarckii Sweet, conocida en castellano como tabaiba amarga o salvaje y como higuerilla, es una especie de arbusto suculento perteneciente a la familia Euphorbiaceae. Es originaria de la Macaronesia.
Junto a Euphorbia canariensis forma la comunidad vegetal denominada tabaibal-cardonal.

## Descripción

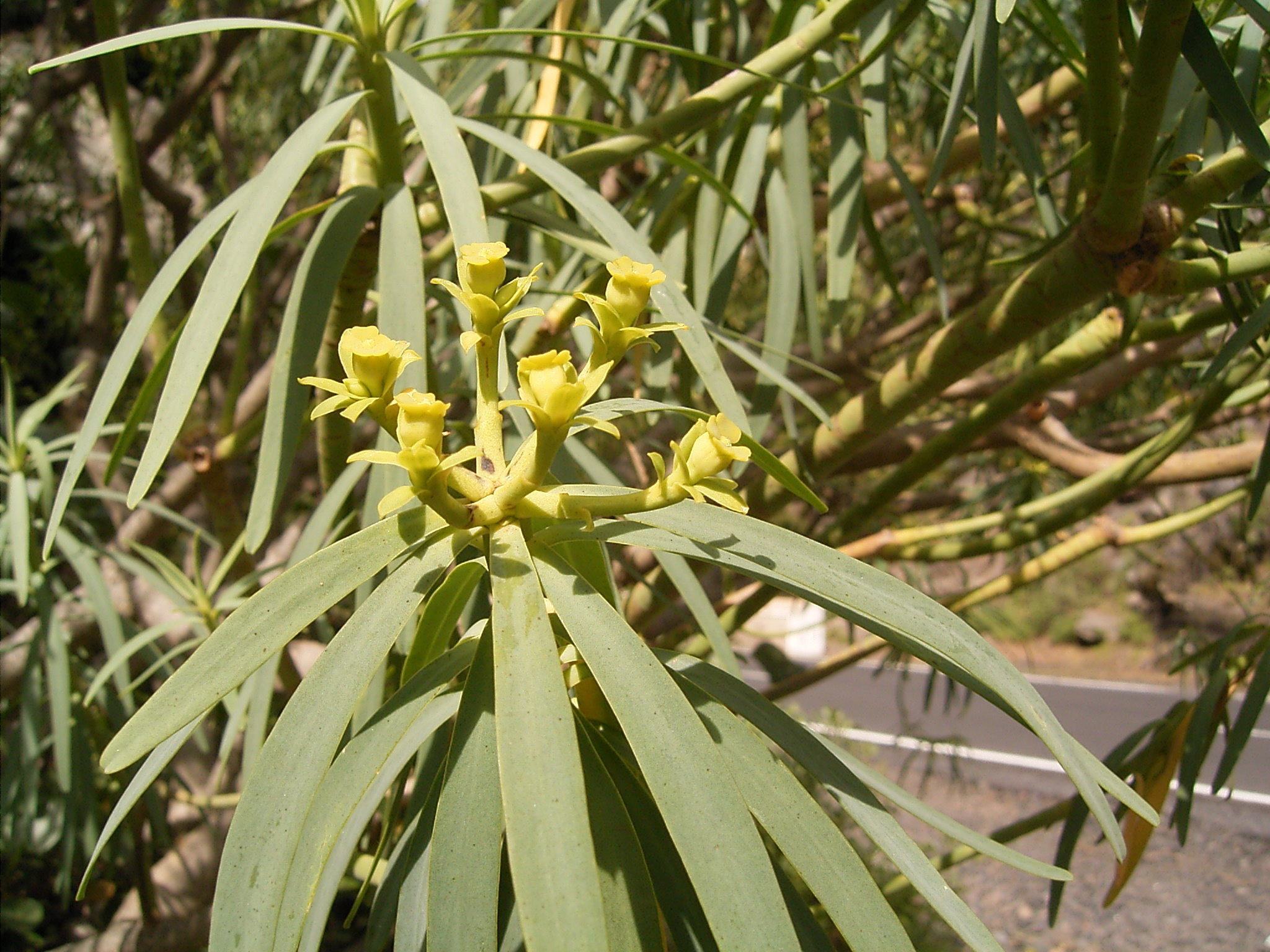
Detalle de la inflorescencia.

Es un arbusto perenne ramificado perteneciente al grupo de especies endémicas arbustivas. Se diferencia de otras especies por sus inflorescencias pedunculadas, umbeliformes y normalmente compuestas, de color amarillo-verdoso y porque las brácteas florales se caen antes de que madure el fruto.
Al igual que otras especies del género Euphorbia, toda la planta posee un látex de color blanco, pegajoso y tóxico, conocido en las islas como leche de tabaiba.
La floración se produce desde principios de primavera a finales de verano, entre abril y septiembre.

## Distribución y hábitat
E. lamarckii es una especie endémica del archipiélago de Canarias ―España―, estando presente en las islas de El Hierro, La Palma, La Gomera y Tenerife.
Se desarrolla desde el nivel del mar hasta los 1500 metros de altitud, siendo un elemento común en los matorrales de sustitución de la vegetación natural.

## Diversidad
Han sido descritas dos variedades que, sin embargo, no están aceptadas:
- E. lamarckii var. broussonetii (Willd. ex Link) Molero & Rovira, distribuida por el norte de Tenerife, La Gomera, La Palma y El Hierro. Se diferencia porque posee hojas más anchas y cortas, y por las brácteas más redondeadas.[7]
- E. lamarckii var. lamarckii, presente en la mitad sur de Tenerife.[8]

Hibridación
La especie hibrida de forma natural en Tenerife con E. atropurpurea y  E. aphylla, dando lugar a los nototaxones Euphorbia x navae Svent. y Euphorbia x jubaephylla Svent.

## Taxonomía
E. larmarckii se incluye en la subsección Pachydadae Boiss. de la sección Tithymalus (Scop.) Boiss.
La especie fue descrita por el botánico inglés Robert Sweet y publicada en Hortus suburbanus Londinensis en 1818.
La nomenclatura de esta especie ha sido objeto de controversias. E. lamarckii es el nombre que, según el último listado de especies silvestres de Canarias del año 2004, debe prevalecer frente al de Euphorbia obtusifolia Poir. o Euphorbia broussonetii Link para esta tabaiba de las islas occidentales.
Etimología
- Euphorbia: nombre genérico que deriva de Euphorbus, médico griego del rey Juba II.
- lamarckii: epíteto latino que alude a la dedicación de la especie al zoólogo y botánico francés Jean Baptiste de Lamarck.

Sinonimia
Presenta los siguientes sinónimos:
- Euphorbia broussonetii Willd. ex Link
- Euphorbia obtusifolia Poir.
- Euphorbia obtusifolia var. wildpretii Molero & Rovira
- Euphorbia virgata Desf.
- Tirucallia virgata (Haw.) P.V.Heath
- Tithymalus obtusifolius Klotzsch & Garcke
- Tithymalus virgatus (Desf.) Haw.

## Importancia económica y cultural
La especie ha sido utilizada por el ser humano desde época aborigen. Así, su madera sirvió como leña hasta tiempos recientes, mientras que con su látex se confeccionaban cataplasmas para cauterizar empeines dadas sus propiedades cáusticas. Era usado además por su cualidad pegajosa para extraer espinas de especies de Opuntia enterradas en la piel, y para pescar mediante la técnica de envarbascado dadas sus condiciones tóxicas. Este método, que era ya usado por los aborígenes, consistía en atrapar peces en charcos y aturdirlos vertiendo el látex en el agua.
E. lamarckii se utiliza en jardinería como planta ornamental, necesitando pocos cuidados para su cultivo. Debe tener exposición directa al sol y escaso riego.

## Estado de conservación
Se encuentra incluida en el apéndice II de la CITES.

## Nombres comunes
Se conoce popularmente en las islas Canarias como tabaiba amarga o salvaje, denominándose también como higuerilla en las islas de La Palma y Tenerife.
El ilustrado tinerfeño José de Viera y Clavijo recogió en su Diccionario de historia natural de las islas Canarias también el nombre de tabaiba zancuda para referirse a esta especie, aunque nombrada por él como Euphorbia silvatica canariensis.
El término tabaiba es un guanchismo, una palabra de procedencia aborigen canaria que sigue viva en el español de las islas, siendo el nombre genérico que se da a las especies de porte arbustivo ramificado del género Euphorbia.
En cuanto a sus apelativos de amarga y salvaje, hacen referencia a la toxicidad de su látex, en contraposición al de la tabaiba dulce.
Por su parte, la denominación de higuerilla hace alusión a la presencia de látex en la planta al igual que en la higuera.